# Tarista
Tarista là một chi bướm đêm thuộc họ Erebidae.